# 611 (szám)
A 611 (római számmal: DCXI) egy természetes szám, félprím, a 13 és a 47 szorzata.

## A szám a matematikában
A tízes számrendszerbeli 611-es a kettes számrendszerben 1001100011, a nyolcas számrendszerben 1143, a tizenhatos számrendszerben 263 alakban írható fel.
A 611 páratlan szám, összetett szám, azon belül félprím, kanonikus alakban a 131 · 471 szorzattal, normálalakban a 6,11 · 102 szorzattal írható fel. Négy osztója van a természetes számok halmazán, ezek növekvő sorrendben: 1, 13, 47 és 611.
A 611 négyzete 373 321, köbe 228 099 131, négyzetgyöke 24,71841, köbgyöke 8,48556, reciproka 0,0016367. A 611 egység sugarú kör kerülete 3839,02622 egység, területe 1 172 822,511 területegység; a 611 egység sugarú gömb térfogata 955 459 405,7 térfogategység.